# Água Azul do Norte
Água Azul do Norte est une municipalité de l'état du Pará dans la région nord du Brésil,,,.
La municipalité contient une petite partie de la forêt nationale de Carajás, une unité de conservation d'utilisation durable créée en 1998, qui intègre des opérations minières dans un immense gisement de minerai à haute teneur en fer.

## Voir également
- Liste des municipalités de l'État du Pará